# Jelsum
Jelsum est un village de la commune néerlandaise de Leeuwarden, dans la province de Frise.

## Géographie
Le village est situé dans le nord-ouest de la Frise, entre les villes de Leeuwarden et Stiens. Il est proche de Koarnjum.

## Histoire
Jelsum fait partie de la commune de Leeuwarderadeel avant le 1er janvier 2018, où elle est supprimée et rattachée à celle de Leeuwarden.

## Démographie
Le 1er janvier 2018, le village comptait 320 habitants.